# Verin Artashat
Verin Artashat är en ort i Armenien. Den ligger i provinsen Ararat, i den centrala delen av landet, 22 kilometer söder om huvudstaden Jerevan. Verin Artashat ligger 881 meter över havet och antalet invånare är 3 931.
Terrängen runt Verin Artashat är platt åt sydväst, men åt nordost är den kuperad. Runt Verin Artashat är det ganska tätbefolkat, med 155 invånare per kvadratkilometer.. Närmaste större samhälle är Artasjat, 4,7 kilometer sydväst om Verin Artashat.
Trakten runt Verin Artashat består i huvudsak av gräsmarker.